# Дроздівка
Дрозді́вка — село в Україні, у Куликівській селищній громаді Чернігівського району Чернігівської області. Населення становить 1179 осіб. До 2017 орган місцевого самоврядування — Дроздівська сільська рада.

## Географія
На північно-західній околиці села бере початок річка Близниця, ліва притока Вересочі. На південь від села розташований ботанічний заказник «Пасіка-І» та лісовий заказник «Лосево», а на південний схід — лісовий заказник «Селещина».

## Історія
12 червня 2020 року, відповідно до розпорядження Кабінету Міністрів України № 730-р «Про визначення адміністративних центрів та затвердження територій територіальних громад Чернігівської області», село увійшло до складу Куликівської селищної громади.
19 липня 2020 року, в результаті адміністративно-територіальної реформи та ліквідації Куликівського району, село увійшло до складу Чернігівського району.

## Населення

### Мова
Розподіл населення за рідною мовою за даними перепису 2001 року:
| Мова       | Кількість | Відсоток |
| ---------- | --------- | -------- |
| українська | 1160      | 98.39%   |
| російська  | 18        | 1.53%    |
| румунська  | 1         | 0.08%    |
| Усього     | 1179      | 100%     |

## Транспорт
Із сходу на захід через село проходить Автошлях Т 2501. Він йде від Орлівки до центру громади Куликівки. Станом на 2017 рік покриття перебуває у задовільному стані.

## Відомі люди
- Корж Віталій Терентійович — інженер залізничного транспорту, кандидат економічних наук, народний депутат України 4-6 скликань;
- Лазар Віктор Леонідович (н 1960) — український підприємець, директор «Вімал», депутат Чернігівської обласної ради;
- Лівенко Людмила Миколаївна — педагог, організатор шкільної освіти, поетеса. Автор тексту гімну 162 -го батальйону, який відзначився при обороні Чернігова у 2022 році.[джерело?]

## Галерея

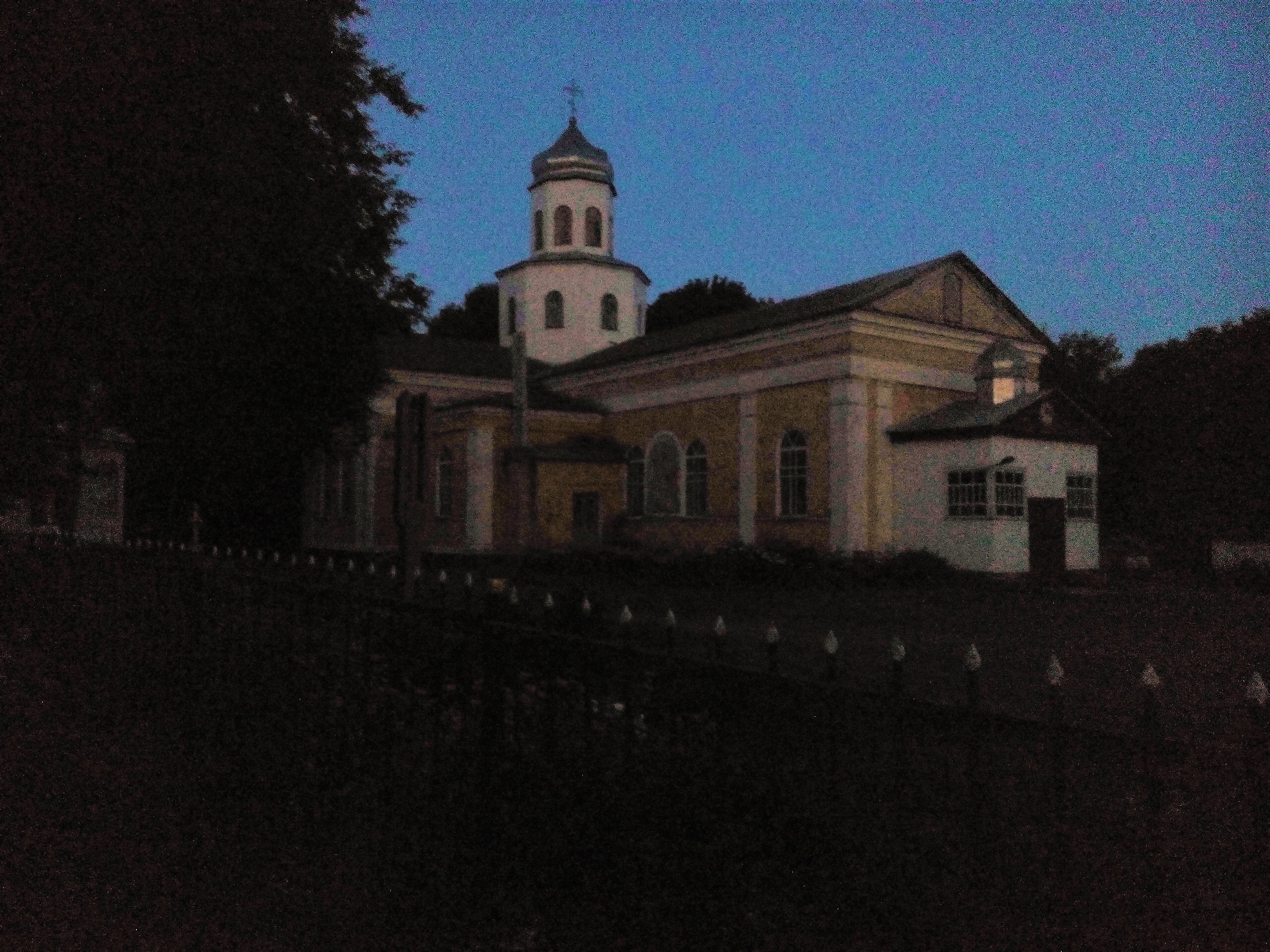
Свято-Георгіївська церква в центрі села вночі